# Río Grande (Lugo)
El río Grande es un cauce fluvial del norte de la península ibérica que discurre por la provincia de Lugo, en Galicia, España.

## Curso
El río Grande nace en los montes de Trabada, cerca de la aldea de Fórnea (correspondiente al mismo ayuntamiento) recorre los municipios de Lorenzana, según otras fuentes, dicen que también hace una pequeña incursión en el de Barreiros, en la parroquia de Vilamartín Pequeno, la cual es atravesada, y Ribadeo, donde desemboca en la ría de Ribadeo por su margen izquierda, no sin antes cruzar las parroquias de Arante, Cedofeita, Covelas, Vilausende y Ove. 
Tiene una aportación media anual de 43 hm3/año.

## Afluentes
Sus principales afluentes son el río Noceda y el río río Pequeño por la izquierda (este último en su desembocadura) y el río Arante por la derecha, punto desde donde toma su nombre de río Grande de manera definitiva tras llevar el nombre de río Lexoso.